# Vila Reis
Vila Reis é um distrito do município brasileiro de Apucarana, no estado do Paraná.
O distrito de Vila Reis, em Apucarana (Vale do Ivaí) fica a aproximadamente  a 10 quilômetros de distância da área urbana da cidade. O último levantamento do IBGE ( Instituto Brasileiro de Geografia e Estatística) de 2010, mostrou que o povoado de ruas pacatas e alguns comércios e bares tem 4417 habitantes no total. Há 30 anos eram 4627. A parte rural foi a que mais perdeu moradores caindo de  2663(1991),2508(2000) até chegar a 1960(2010).